# Trùng tia
Trùng tia (Radiolaria) là các amip protozoa (động vật nguyên sinh đơn bào) (có đường kính 0,1-0,2 mm) sản xuất ra các khung xương khoáng phức tạp, đặc biệt với vỏ bọc trung tâm chia tế bào thành các phần trong và ngoài. Chúng được tìm thấy ở dạng trôi nổi trên khắp các đại dương, và phần xương còn sót lại của nó sau khi chết phủ phần lớn đáy đại dương ở dạng bùn trùng tia. Do sự thay đổi nhanh chóng trong phân loại của chúng, chúng là hóa thạch chẩn đoán quan trọng được tìm thấy từ Cambrian trở về sau. Một số hóa thạch trùng tia phổ biến như Actinomma, Heliosphaera và Hexadoridium.

## Phân loại
Trùng tia và Cercozoa nằm trong một liên nhóm gọi là Rhizaria.
Về cơ bản, trùng tia được chia thành 4 nhóm: Acantharia, Nassellaria, Phaeodaria và Polycystina - theo hình thái học.
Lớp chính của trùng tia là Polycystine, các loài có tạo ra khung xương silica. Nhóm này bao gồm phần lớn các hóa thạch. Chúng cũng bao gồm Acantharea, là nhóm tạo ra các khung xương stronti sulfat. Mặc dù một số đề xuất ban đầu có trái ngược nhau, nhưng các nghiên cứu về gen đã xếp 2 nhóm này gần nhau. Chúng cũng bao gồm chi riêng biệt Sticholonche, các loài này không có khung xương trong và thường được xem là heliozoa.
Ngoài ra, trùng tia cũng bao gồm Phaeodarea, nhóm tạo ra khung xương silica nhưng khác với polycystine ở một số khía cạnh khác. Tuy nhiên, theo cây phân tử, chúng chia nhánh với Cercozoa, một nhóm bao gồm các sinh vật nguyên sinh trùng roi và amip khác nhau. Các loài trùng tia khác nằn gần nhưng ở ngoài Cercozoa, vì thế sự tương đồng có thể do chúng một phần có cùng tổ tiên và một phần là tiến hóa hội tụ.
Nhóm heliozoa Taxopodida theo nghiên cứu gen thì nằm trong nhóm này.
Các nghiên cứu phân tử thể hiện rằng Radiolaria được chia thành 2 dòng chính: Polycystina (Spumellaria + Nassellaria) và Spasmaria (Acantharia + Taxopodida). Chúng cũng có mối quan hệ gần gũi với các nhóm trùng lỗ theo giả thiết Retaria.

## Trùng tia theo Haeckel
Nhà sinh học người Đức Ernst Haeckel đã đưa ra các bản vẽ chi tiết tinh xảo về trùng tia, việc này giúp phổ biến các protist này trong số những người sử dụng kính hiển vi ở Victoria cùng với trùng lỗ và tảo cát.

### Ảnh minh họa của Haeckel'sKunstformen der Natur(1904)

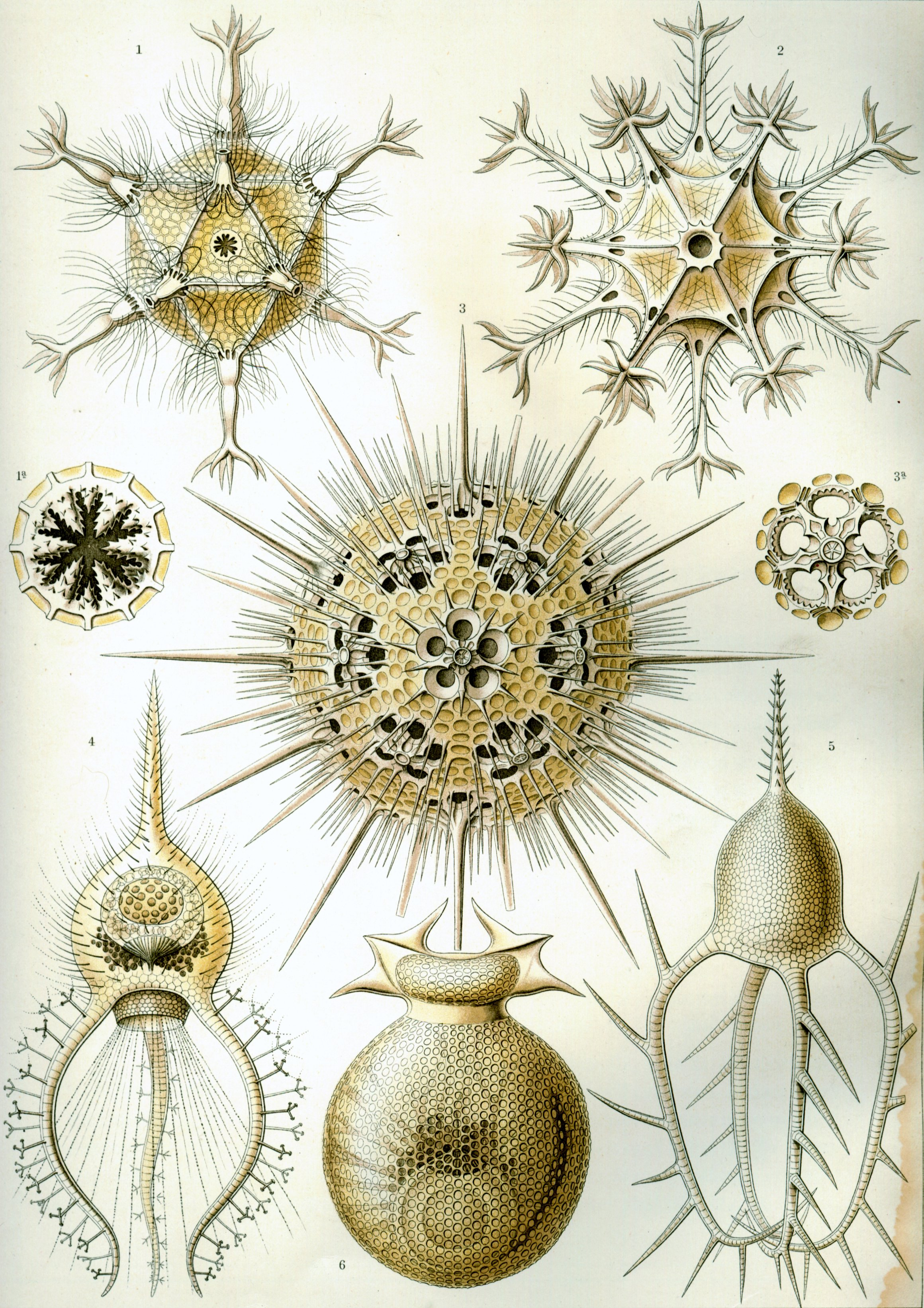
1. Phaeodaria
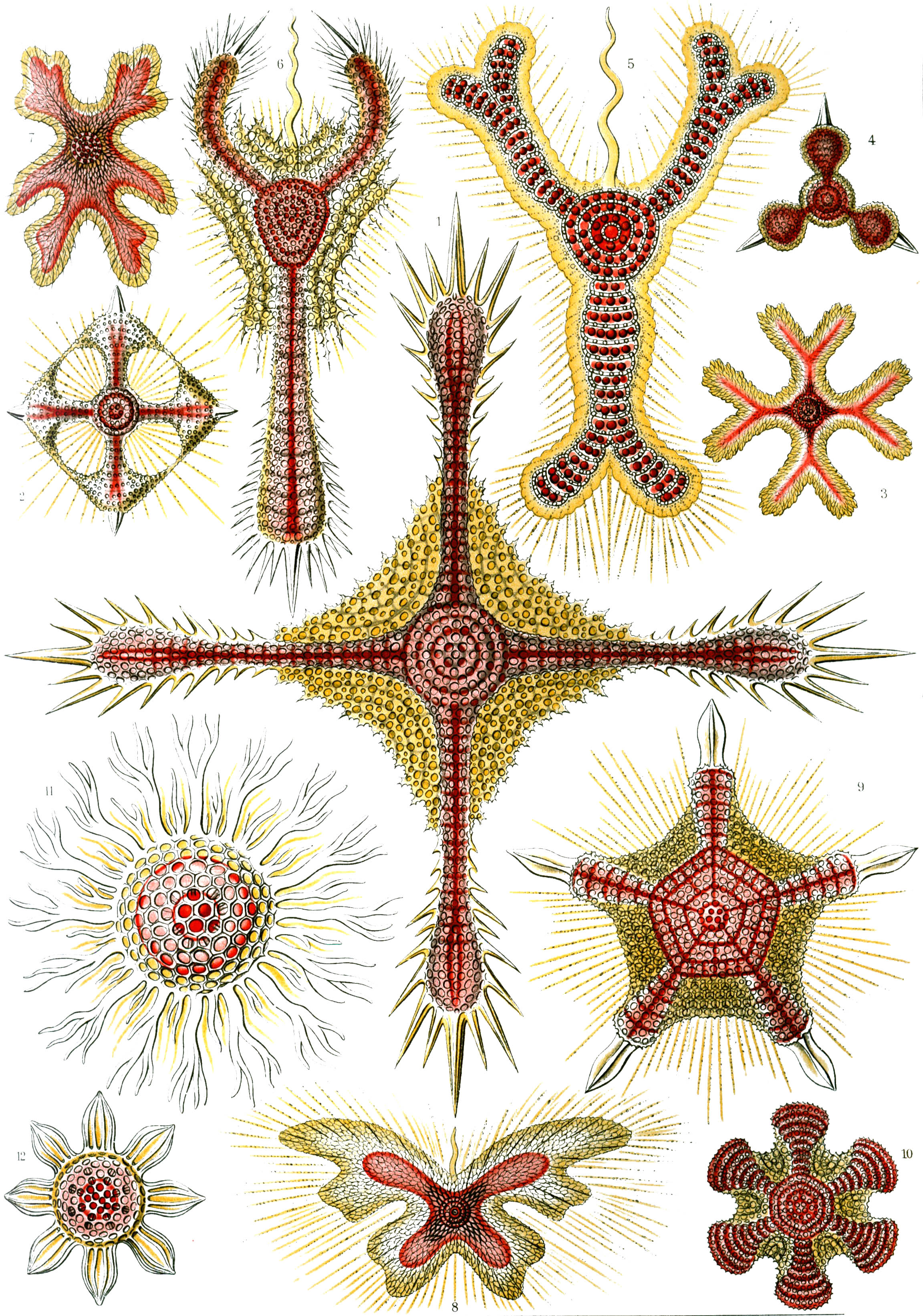
11. Discoidea
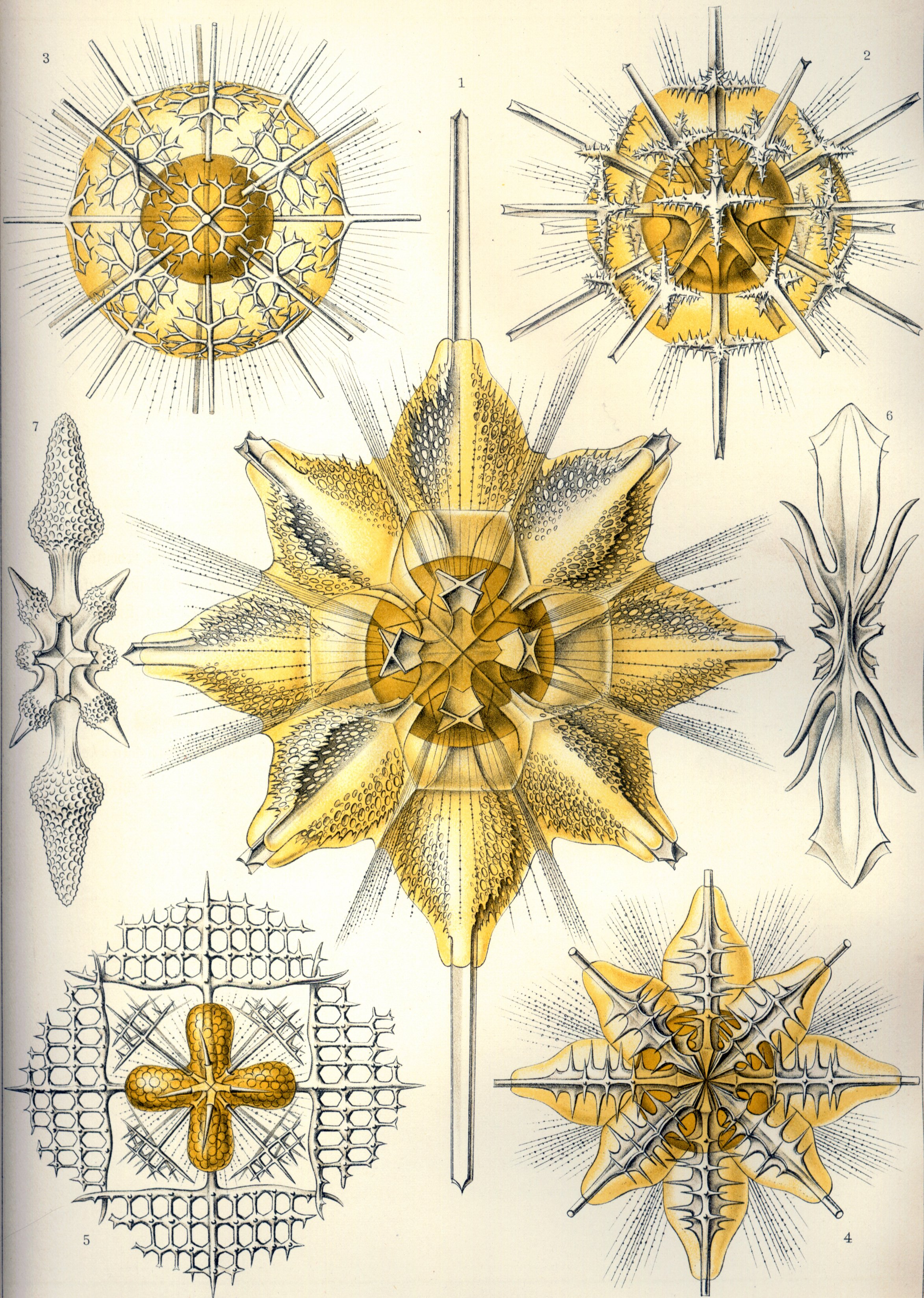
21. Acanthometra
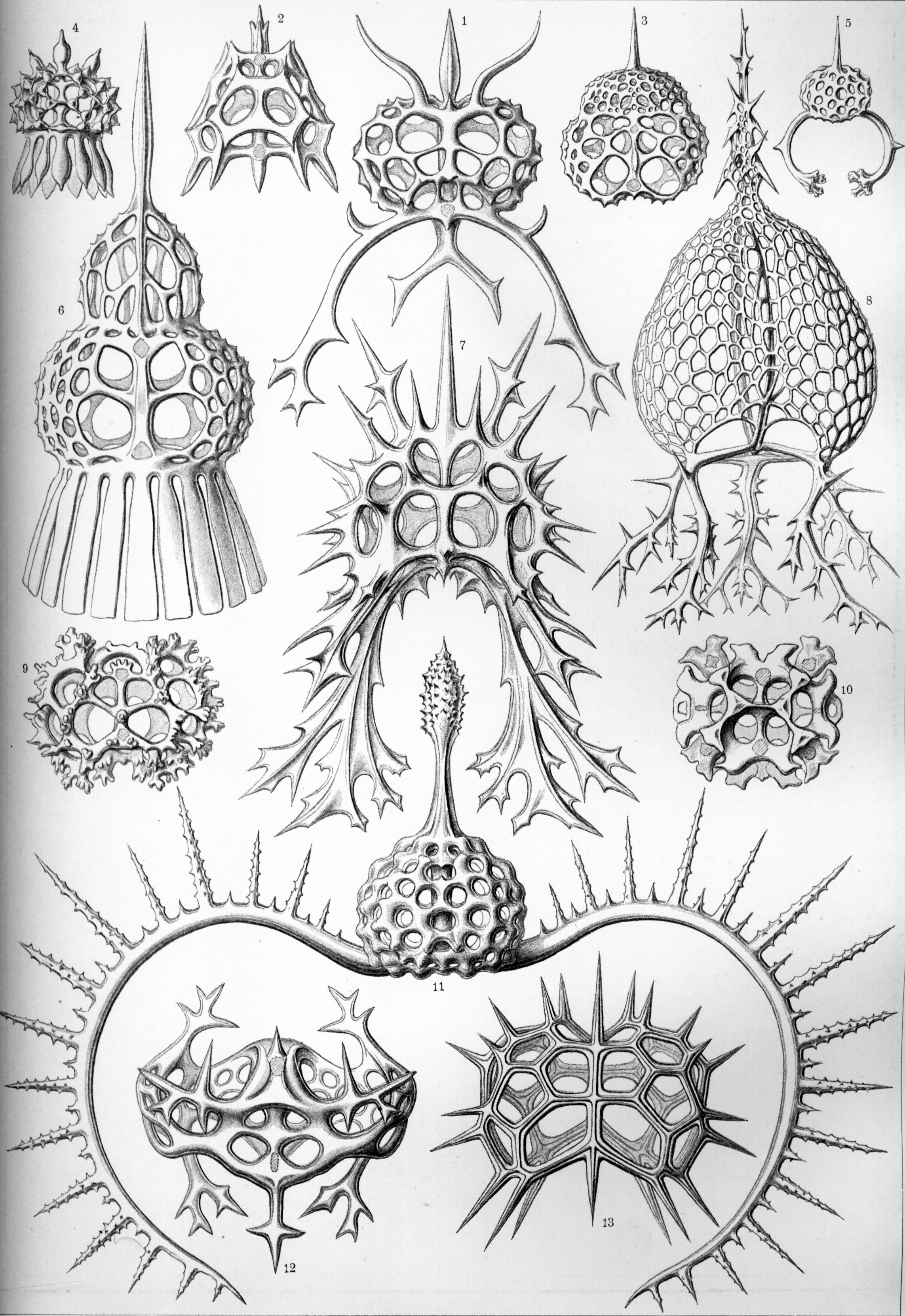
22. Spyroidea
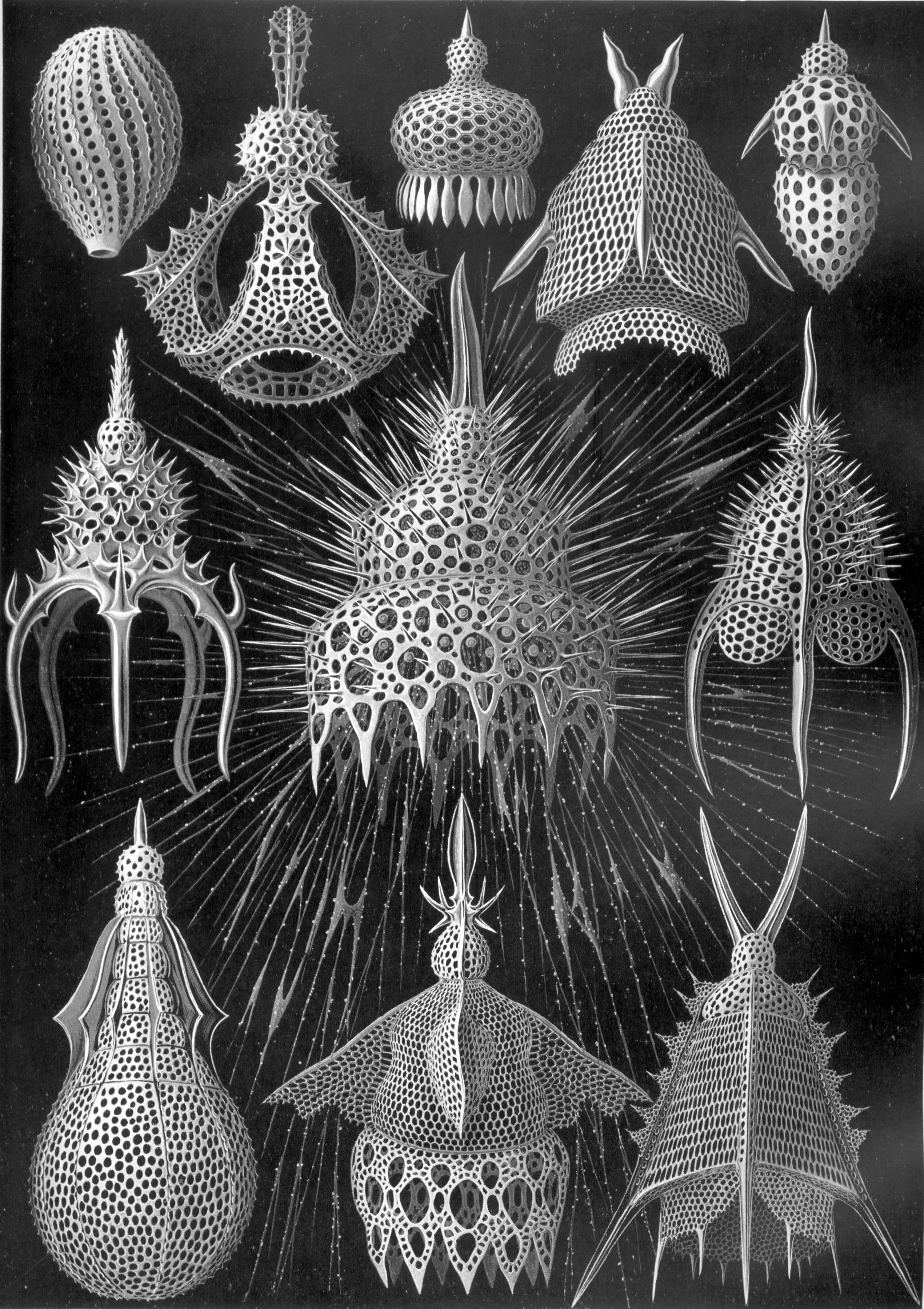
31. Cyrtoidea
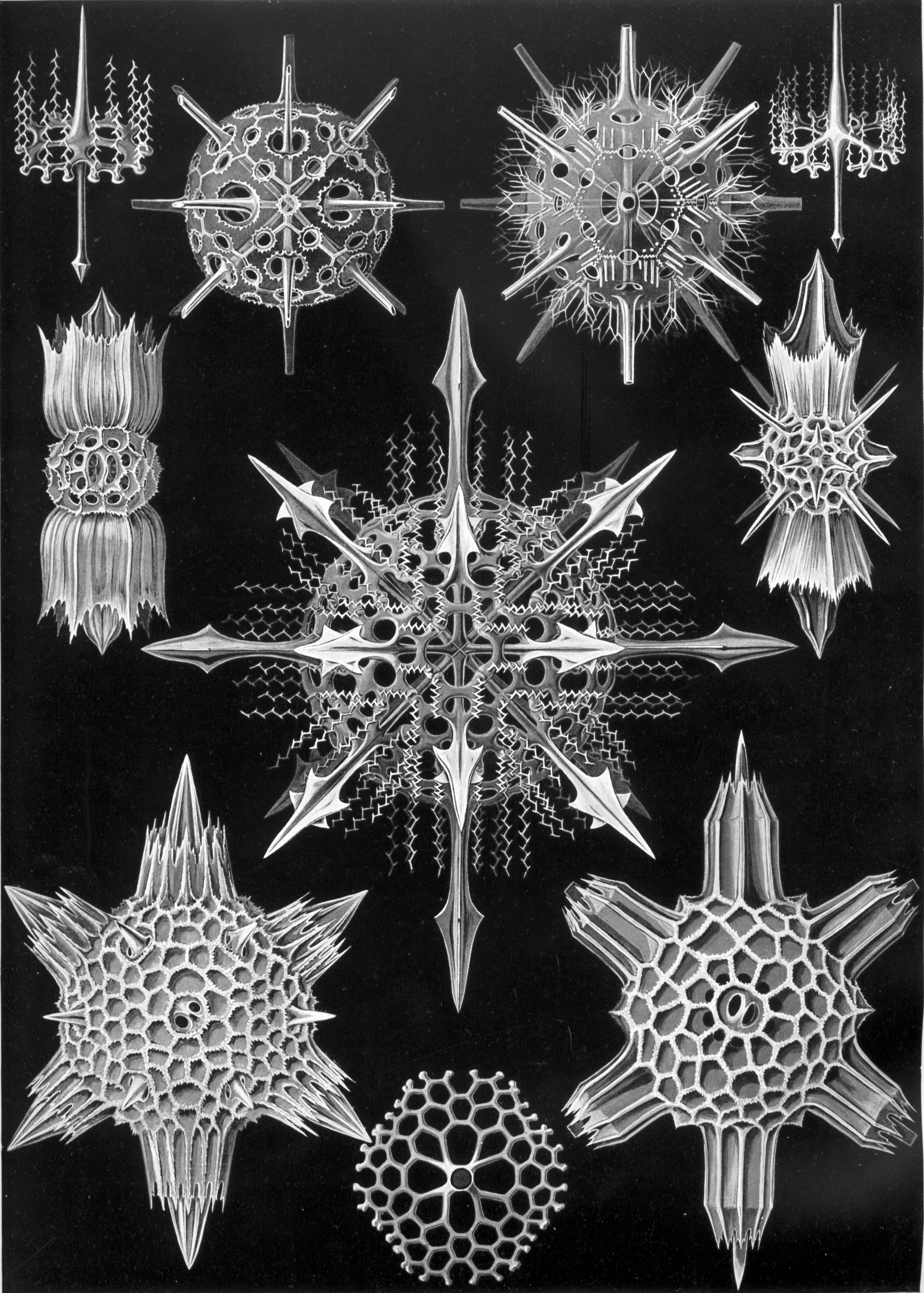
41. Acanthophracta
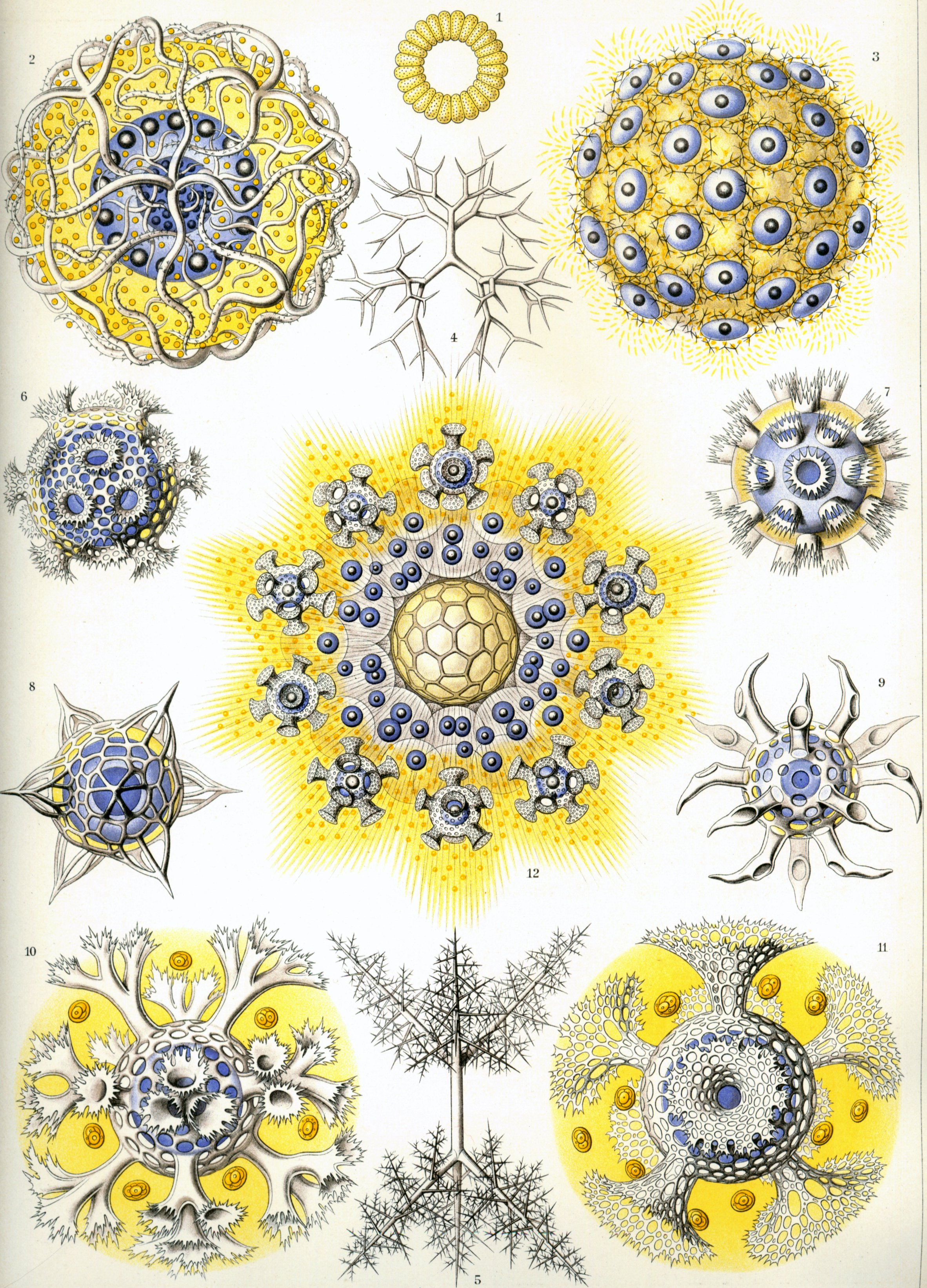
51. Polycyttaria
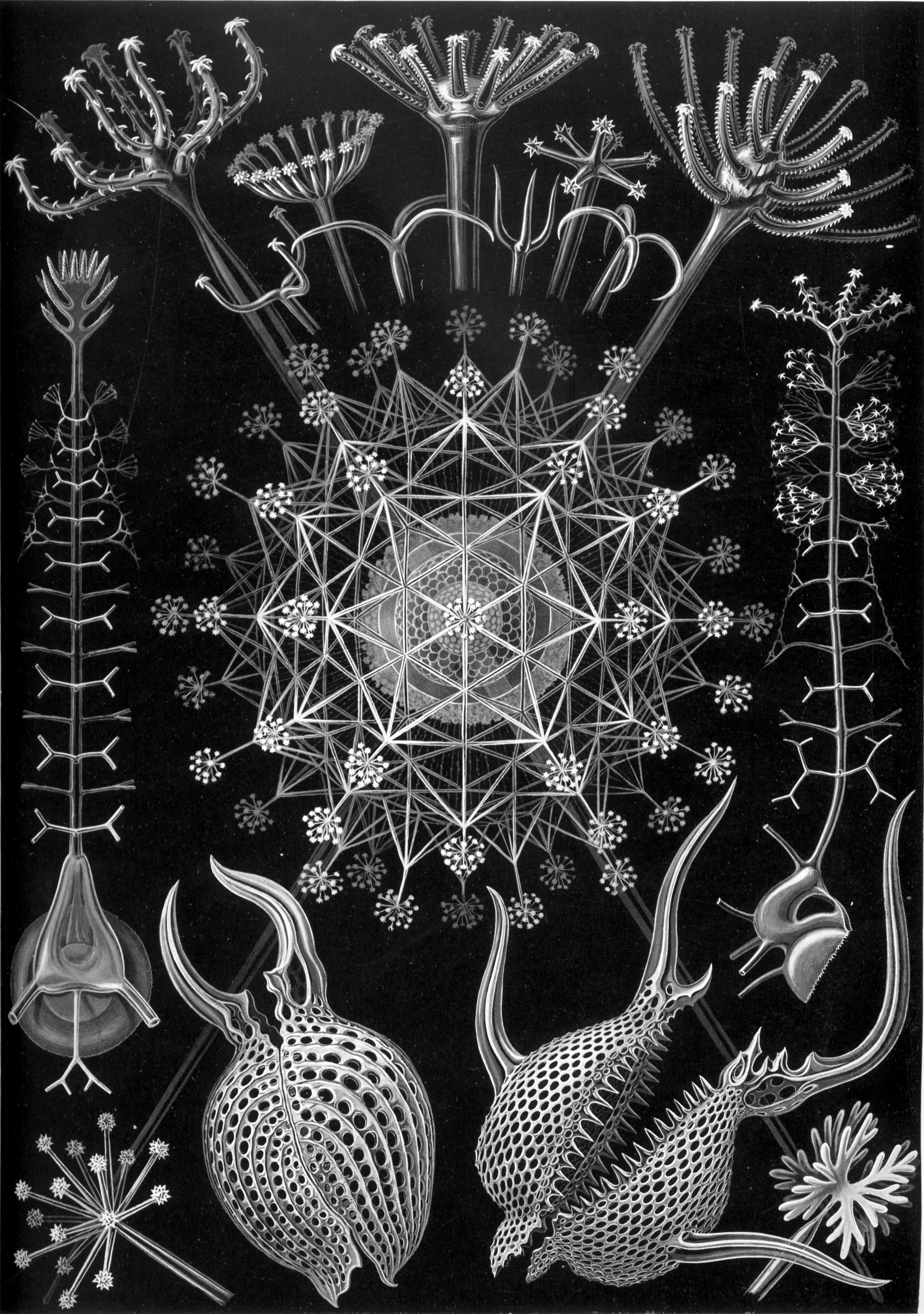
61. Phaeodaria
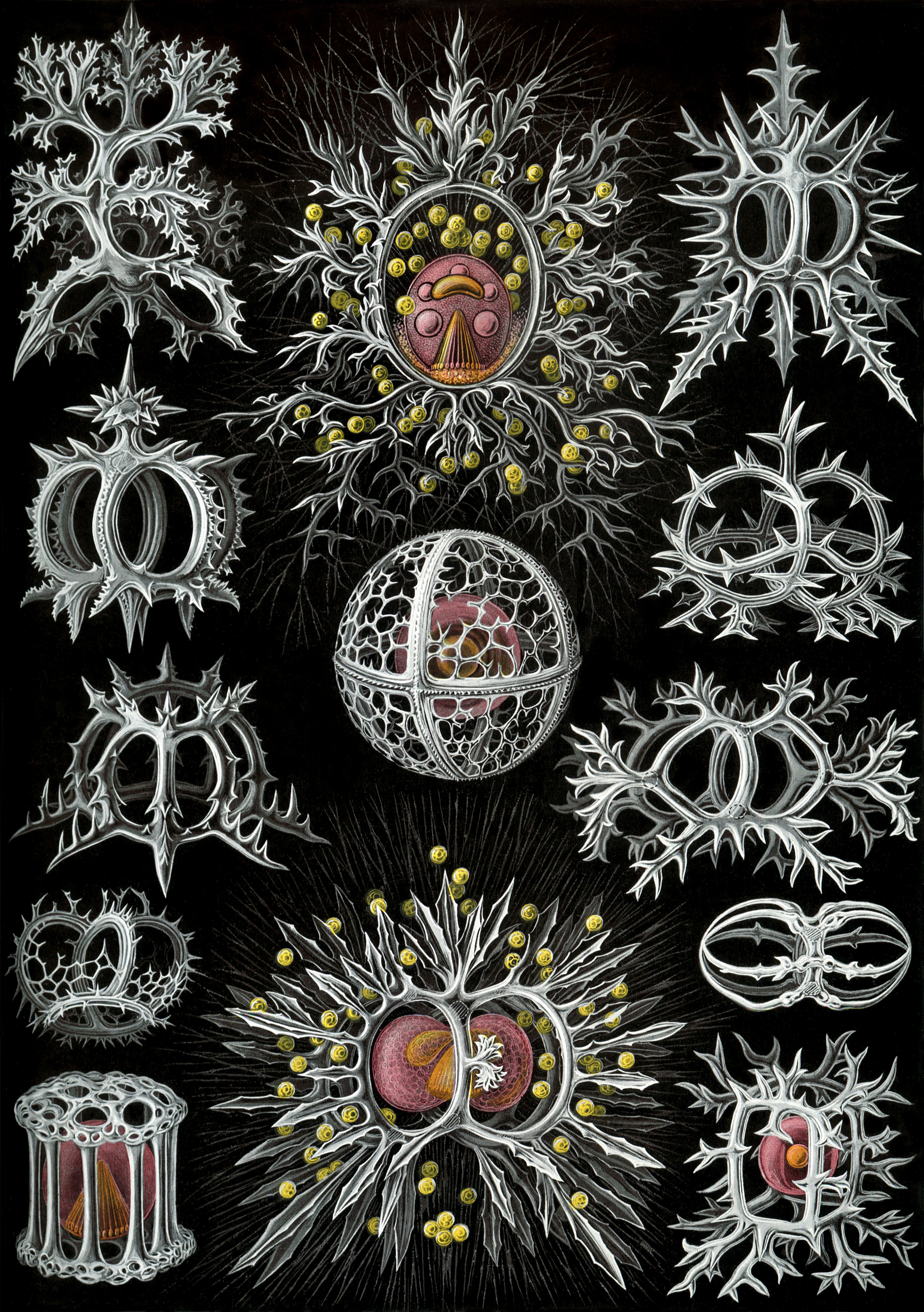
71. Stephoidea
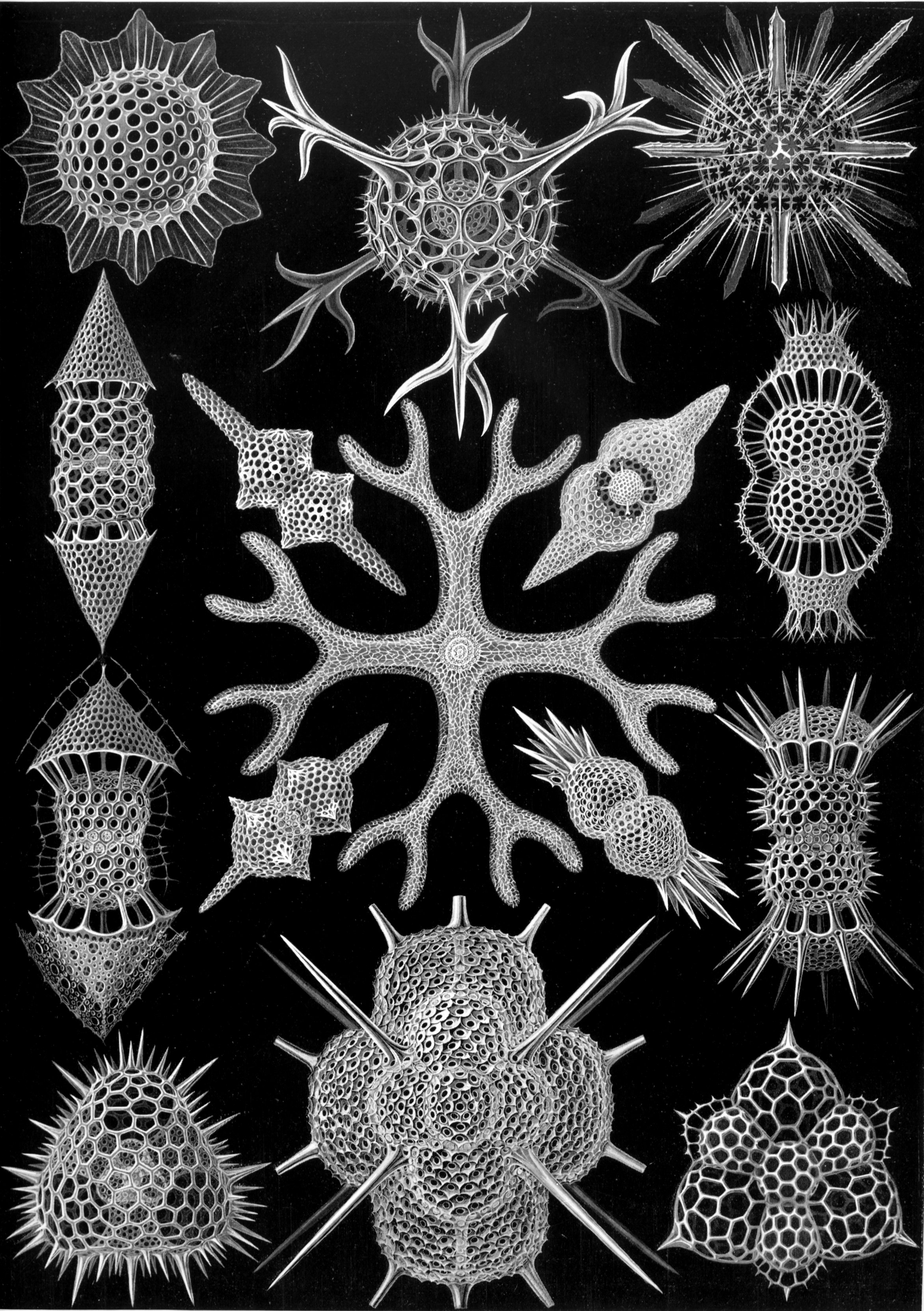
91. Spumellaria